# Abandon
Abandon — шестнадцатый студийный альбом британской рок-группы Deep Purple, вышедший в июне 1998 года. Последний студийный альбом, записанный с Джоном Лордом.

## Об альбоме
Abandon был записан на студии «Greg Rike Studios» в городе Орландо (штат Флорида) в 1997—1998 годах. Микширование проходило на студии Platinum Post Studios во Флориде. Для работы над альбомом группа не стала приглашать продюсера со стороны, контролируя весь процесс самостоятельно. Автором обложки стал известный художник Иоаннис, чей опыт сотрудничества с Deep Purple был первым. Альбом включает в себя песню «Bludsucker», которая уже была на пластинке группы — Deep Purple in Rock (под названием «Bloodsucker»). Название диска предложено Иэном Гилланом и представляет собой игру слов «Abandon» — «A Band On». Песня «Don’t Make Me Happy» была по ошибке сведена в моно и это не было исправлено к релизу альбома. Песня «Fingers to the Bone», по всей видимости, посвящена бывшему гитаристу группы Ричи Блэкмору.
В 1998-1999 годах в поддержку альбома группа провела успешный мировой тур «A Band on Tour». Состоявшийся в ходе него 20 апреля 1999 года концерт в Мельбурне был записан и издан на двойном CD и DVD под названием «Total Abandon: Australia '99».

## Список композиций
Авторы песен Иэн Гиллан, Стив Морс, Роджер Гловер, Джон Лорд, Иэн Пейс, кроме отмеченной
1. «Any Fule Kno That» — 4:27
2. «Almost Human» — 4:49
3. «Don’t Make Me Happy» — 4:45
4. «Seventh Heaven» — 5:29
5. «Watching the Sky» — 5:57
6. «Fingers to the Bone» — 4:53
7. «Jack Ruby» — 3:47
8. «She Was» — 4:17
9. «Whatsername» — 4:11
10. «'69» — 5:13
11. «Evil Louie» — 4:50
12. «Bludsucker» — 4:29 (Гиллан, Блэкмор, Гловер, Лорд, Пейс)

## Участники записи
- Иэн Гиллан — вокал
- Стив Морс — гитары
- Роджер Гловер — бас-гитара
- Джон Лорд — орган, синтезатор
- Иэн Пейс — ударные
- Даррен Шнайдер — звукоинженер